# ایستگاه متروی میدان راسل
ایستگاه متروی میدان راسل (انگلیسی: Russell Square tube station) یکی از ایستگاه‌های خط پیکدیلی متروی لندن است.
این ایستگاه که در منطقه کمدن لندن قرار دارد در سال ۱۹۰۶ میلادی تأسیس شده است.